# Dragon (soldat)

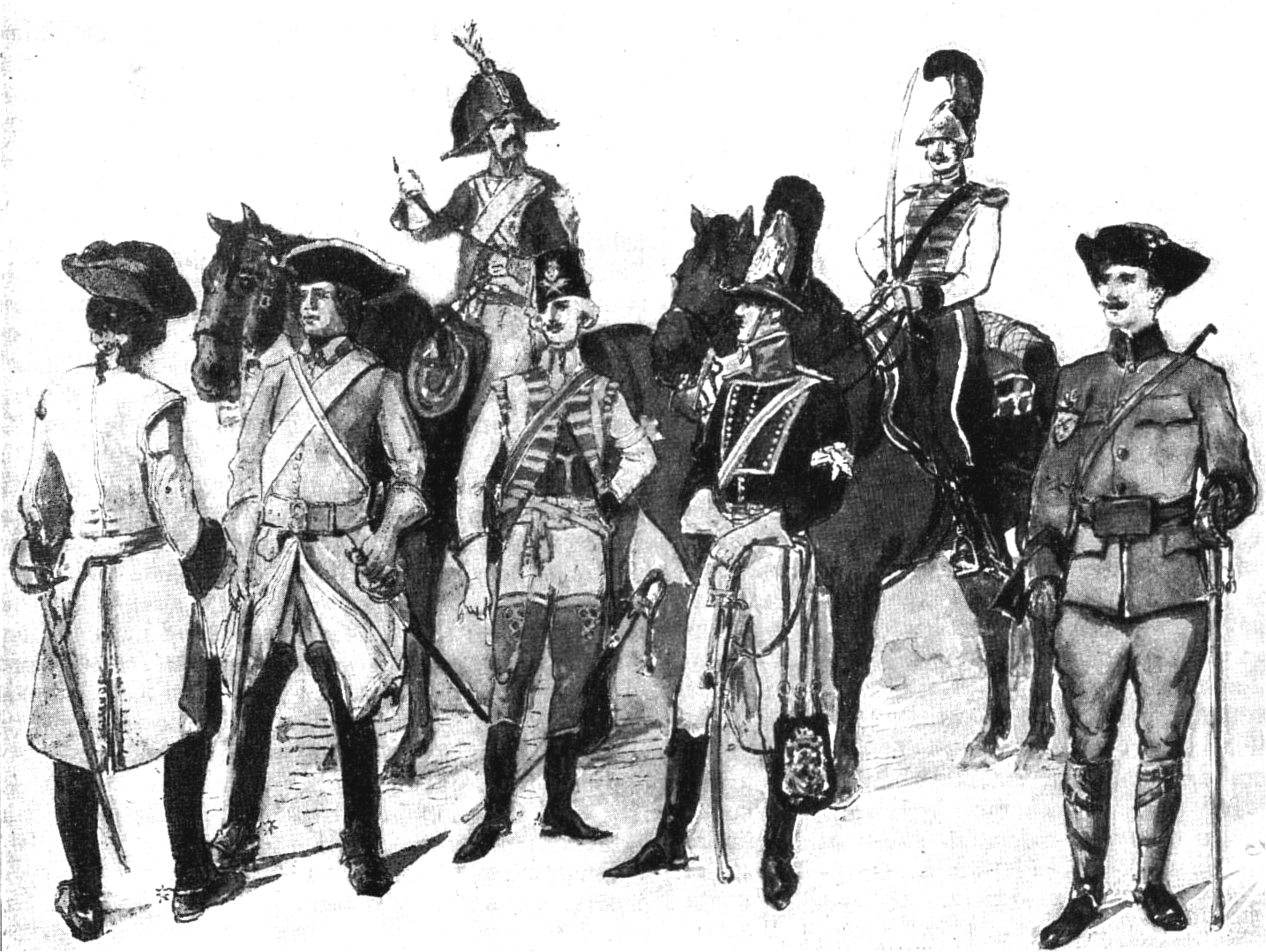
Svenska dragoner från olika tider. Från vänster: 1676, 1714, 1802 (Västgöta linjedragonregemente; till häst), 1784 (officer vid Lätta dragonerna av livgardet), 1806 (officer vid Västgöta dragonregemente), 1844 (Livregementets dragonkår; till häst) och 1906.

Dragon (av franska: dragon, "drake") var ursprungligen en infanterisoldat som förflyttade sig till häst men stred till fots. Dragoner kunde dock även nyttjas som lätt kavalleri. De var i början av 1700-talet beväpnade med dragonmusköt eller karbin, pistoler samt värja. Dragonerna var ett truppslag mellan infanteri och kavalleri och hade därför vissa saker gemensamt med infanteriet som exempelvis trumslagare och hautboister på regementet och andra detaljer gemensamt med kavalleriet som exempelvis pukslagare, hästmunderingar och pistoler. Deras fälttecken kallas dragonfana.
Namnet dragon kommer förmodligen från de karbiner de ursprungliga franska dragonerna använde. Deras kolvar var snidade som drakhuvuden, en association till den eld som liksom ur drakkäftar kom ut från bössmynningen. En annan teori är att namnet kommer från ett av de första franska dragonförbanden som på sitt standar hade motivet av en drake; på medeltiden en symbol för styrka och kraft. Bruket att namnge ett vapen är dock äldre, då allt krutvapen hade särskiljande namn oavsett storlek som kulverin, serpentin, falk, falkonett et cetera. Det kan också tänkas att infanterister med sin lösa rock och brinnande tändsticka i galopp liknade en mytologisk drake.

## Historik
Beridna infanterister introducerades i Frankrike under slutet av 1500-talet av kung Henrik IV.
De tidiga dragonerna organiserades i kompanier som fotsoldater, inte i skvadroner som kavalleriet organiserades. Dragonregementena använde sig av trumslagare precis som infanteriet, medan kavalleriet nyttjade trumpetare för att kommunicera order över slagfältet. Användningen av dragoner ökade successivt, så att de så småningom blev gendarmer. Därtill var de dessutom billigare än kavalleri.
Under napoleonkrigen fungerade dragonerna närmast som kavalleri om än inte lika tungt som kyrassiärer. Mellan 1881 och 1910 benämndes alla ryska beridna enheter (andra än kosack- och kejserliga gardets regementen) som dragoner, något som återspeglar betoningen på den avsuttna verksamheten, och en ökande förståelse av det omöjliga i att använda historisk kavalleritaktik mot modern eldkraft.
År 1914, när första världskriget utbröt, fanns fortfarande dragonregementen i den brittiska, franska, tyska, ryska, österrikisk-ungerska, preussiska, norska, svenska, danska och spanska armén. Slaget vid Beersheba, 1917, var troligen sista gången något dragonregemente genomförde en fungerande kavallerichock. Det finns återgivet i filmen The Lighthorsemen.
Dragonens roll har under 1900-talet övertagits av först cykelinfanteri och sedan motoriserat infanteri, mekaniserat infanteri och flygburet infanteri.

## Sverige
Gustav II Adolf:s tid
Gustav II Adolf använde dragoner i stor skala. Dessa kom att utrustas med en sabel, en yxa och en luntlåsmusköt, varefter många av de europeiska arméerna gjorde dessa till dragonens standarduppsättning vapen.
Karl XI:s tid
- Jämtlands dragonregemente.
- Skåne- Bohus dragonregemente. Senare Bohusläns dragonbataljon.
- Bielkes dragonskvadron.
- Biuggs dragonskvadron.
- Civilstatens och prästerskapets dragoner
- Gyllenstiernas dragonskvadron.
- Leijonhufwuds dragoner.
- Jägeristatens dragoner.
- Salpetersjuderistatens dragoner.
- Skyttes dragonregemente.
- Sparres dragoner.
- Värmlands och Dals dragoner.
- Rikskanslerns dragoner.
- Åbo läns dragonskvadron.
- Viborgs dragonregemente.
- Savolax dragoner.
- J. Wittenbergs finska dragonregemente.
- von Knorrings dragonregemente.
- Wulffens/von Wangelins dragonregemente.
- Ingermanländska lantdragoner.
- Holstein-Eutins/von Südows dragonregemente.[2]

Karl XII:s tid
Dragonförband som fanns vid krigsutbrottet år 1700, eller som trummades fram efter detsamma genom bl.a. värvning, utrustades oftast med: En klippare (hästtyp) och dess hästutrustning. Dragonens beväpningen var ofta en kommisvärja, två flintlåspistoler samt en dragon-flintmusköt med dragon-bajonett. Även variationer förekom med hjullåsvapen eller dragon-värjor. Spelet bestod av trumslagare, hautboister samt en pukslagare.
Några svenska dragonförband som var verksamma i början av 1700-talet under det Stora nordiska kriget 1700-1721 var bl.a.:
- Barthska dragonregementet (1714-1715). Chef O. von Vietinghoff.[3]
- Bohusläns dragonbataljon.
- Bremiska dragonregementet.[4]
- Dückers dragonregemente 1704-1709.[5]
- Finska dragonerna.[4]
- Franska dragonregementet.
- Ingermanländska dragonregementet (1700-1710).[6]
- Jämtlands dragonregemente.
- Livdragonregementet (1700–1721).
- Livdragonregementet (1721–1791).
- Livländska dragonskvadronen (1700-1710). Chef H.G. von Buddenbrock.[7]
- Livländska dragonskvadronen (1700-1709). Chef A.J. von Schlippenbach.[8]
- Livländskt dragonregemente (1700-1709). Chef G.E. d´Albedyhl.[6]
- Livländskt dragonregemente (1700-1709). Chef W.A. Schlippenbach.[6]
- Meijerfeldts värvade dragonregemente.[5]
- Pommerska dragonregementet (1703-1715).[5]
- Schwerins dragonregemente.[3]
- Skånska ståndsdragonregementet.
- Stenbocks dragonregemente.[5]
- Taubes dragonregemente.
- Tyska dragonregementet.
- Upplands ståndsdragonregemente.[9]
- Verdiska dragonregementet.[5]
- Västgöta ståndsdragonregemente.[10]
- Öselsk lantdragonskvadron.[7]

Fredrik I:s tid
Några svenska dragonförband som var verksamma efter år 1721 var:
- Bohusläns dragonregemente.
- Jämtlands dragonregemente.
- Nylands och Tavastehus dragonregemente.

Modern tid
- Livgardets dragoner
- Norrlands dragonregemente
- Skånska dragonregementet
- Västgöta dragonregemente